# São José
São José este un oraș în Santa Catarina (SC), Brazilia.